# Will Robson Emilio Andrade
Will Robson Emilio Andrade, auch einfach nur Will (* 15. Dezember 1973 in São Paulo), ist ein ehemaliger brasilianischer Fußballspieler.

## Karriere
Will begann seine Karriere beim brasilianischen Verein Athletico Paranaense in Curitiba. Über die Stationen Clube do Remo und União Agrícola Barbarense FC wechselte er 1998 nach Japan. Hier unterschrieb er einen Vertrag bei Ōita Trinita. 2001 wechselte er von dem Zweitligisten zu Hokkaido Consadole Sapporo. Der Verein aus Sapporo spielte in der ersten Liga, der J1 League. Für Sapporo absolvierte er 26 Erstligaspiele. Mit 24 Toren wurde er Torschützenkönig der Liga. Nach einem Jahr wechselte er zum Ligakonkurrenten Yokohama F. Marinos nach Yokohama. Am Ende der Saison wurde er mit dem Klub Vizemeister. 2003 ging er für sechs Monate wieder zu seinem ehemaligen Verein Hokkaido Consadole Sapporo. Die zweite Jahreshälfte spielte er beim mittlerweile in die erste Liga aufgestiegenen Ōita Trinita in Ōita. 2004 verließ er Japan und ging nach China. Hier schloss er sich in Wuhan dem Zweitligisten Wuhan Optics Valley FC an. Mit dem Verein spielte er in der zweiten Liga, der Jia-B League. Für Wuhan schoss er 22 Tore und wurde Torschützenkönig. Ende 2004 wurde er mit dem Verein Vizemeister und stieg in die erste Liga auf. 2006 kehrte er in seine Heimat zurück, wo er sich dem América FC (RN) anschloss. Nach einem Monat wurde der Vertrag wieder aufgelöst und er wechselte nach Katar zu al-Sailiya. Der Klub aus Doha spielte in der ersten Liga, der Qatar Stars League. Hier spielte er bis Ende 2006. Wo er 2007 gespielt hat, ist unbekannt. 2008 spielte er in seiner Heimat für AS Arapiraquense. Hier beendete er am Jahresende auch seine Karriere als Fußballspieler.

## Erfolge
Yokohama F. Marinos
- J1 League: 2002 (Vizemeister)

Wuhan Optics Valley FC
- Jia-B League: 2004 (Vizemeister)

## Auszeichnungen
- J1 League: Torschützenkönig 2001 (24 Tore/Hokkaido Consadole Sapporo)
- J1 League: Best XI 2001
- Jia-B League: Torschützenkönig 2004 (22 Tore/Wuhan Optics Valley FC)